# Lunar Crater Radio Telescope

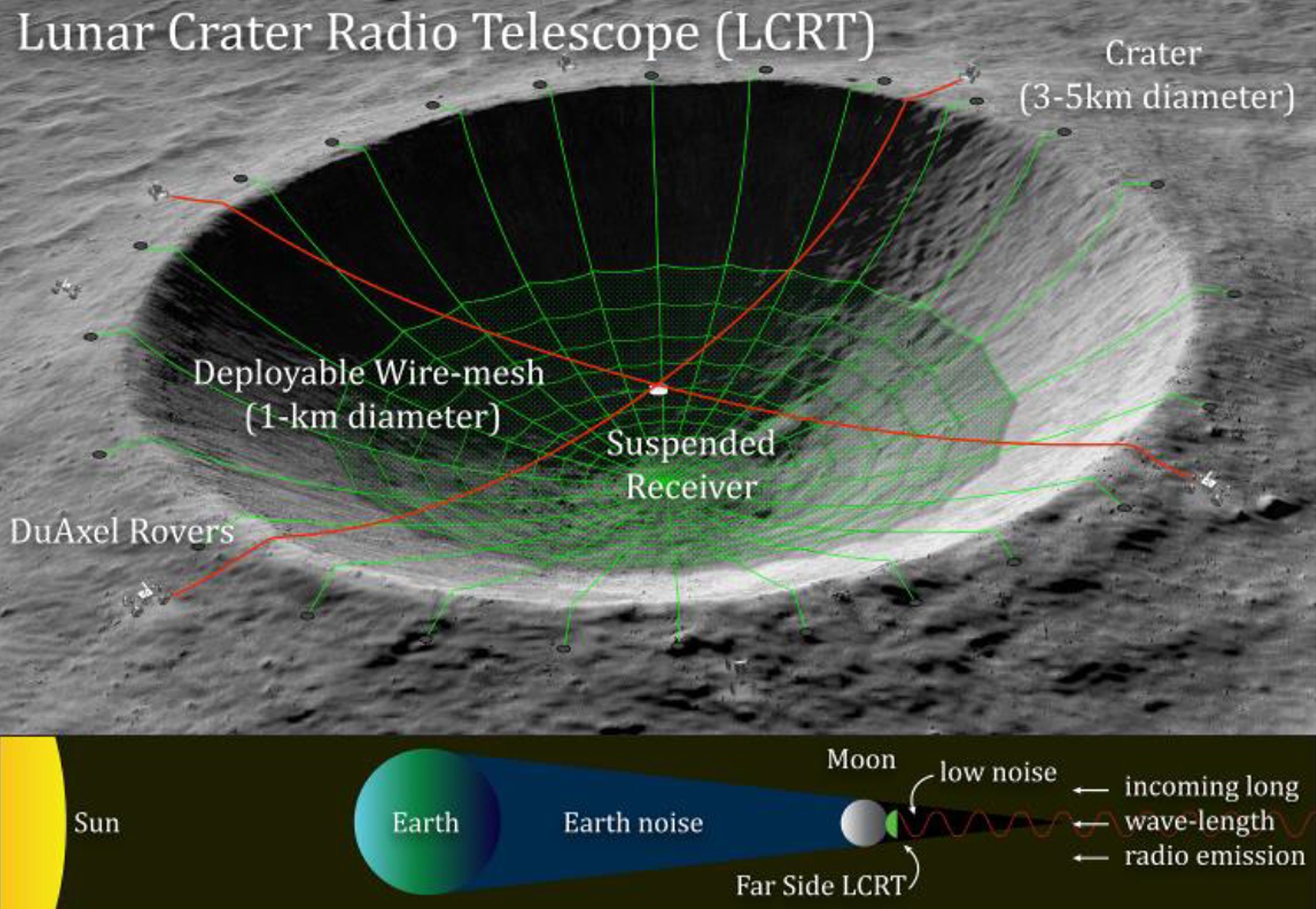
Ілюстрація Lunar Crater Radio Telescope

Lunar Crater Radio Telescope — проєкт Інституту передових концепцій NASA (в рамках програми NIAC) зі створення наддовгохвильового (в даному випадку довжина хвиль понад 10 м, тобто частот нижче 30 МГц) радіотелескопу всередині місячного кратера на зворотному боці Місяця. У випадку реалізації проекту телескоп стане найбільшим радіотелескопом із заповненою апертурою в Сонячній системі з діаметром 1 км.

## Історія

### Передісторія
На початку 2020 року, NASA опублікувало список проєктів, які, за програмою NIAC (NASA Innovative Advanced Concepts), можуть отримати фінансування на додаткове технічне опрацювання та перевірку реалізованості. Серед 23 переможців виявився проєкт радіотелескопу Lunar Crater Radio Telescope (LCRT).

## Місія та цілі
По-перше, подібний радіотелескоп може вести спостереження на довжинах хвиль від 10 до 50 м (це частоти від 6 до 30 МГц), радіохвилі у цьому діапазоні відбиваються іоносферою Землі, що ускладнює спостереження.
По-друге, при такому розташуванні радіотелескопу, Місяць буде природним екраном від радіошуму, джерелом яких є техніка на Землі. Всі роботи зі встановлення планується провести в повністю автоматичному режимі.

## Будова телескопу
Дротове дзеркало радіотелескопу LCRT із заповненою апертурою (повна чаша, як у радіотелескопів FAST або Aresibo, а не кільце, як у РАТАН-600), діаметром 1 км, планується підвісити в одному з кратерів на звороті Місяця. 

## Проблеми будівництва
Проблема усіх пропозицій, які надійшли стосовно будівництва LCRT, полягає в тому, що вони вимагатимуть будівництва на технічному рівні, який був би складним навіть на Землі. Ідея побудови масивних обсерваторій на Місяці є величною метою, але наразі вона знаходиться далеко за межами наших технічних можливостей. Попередньо, всі роботи з будівництва і розгортання радіотелескопу LCRT на поверхні Місяця будуть проводитися в автоматичному режимі.

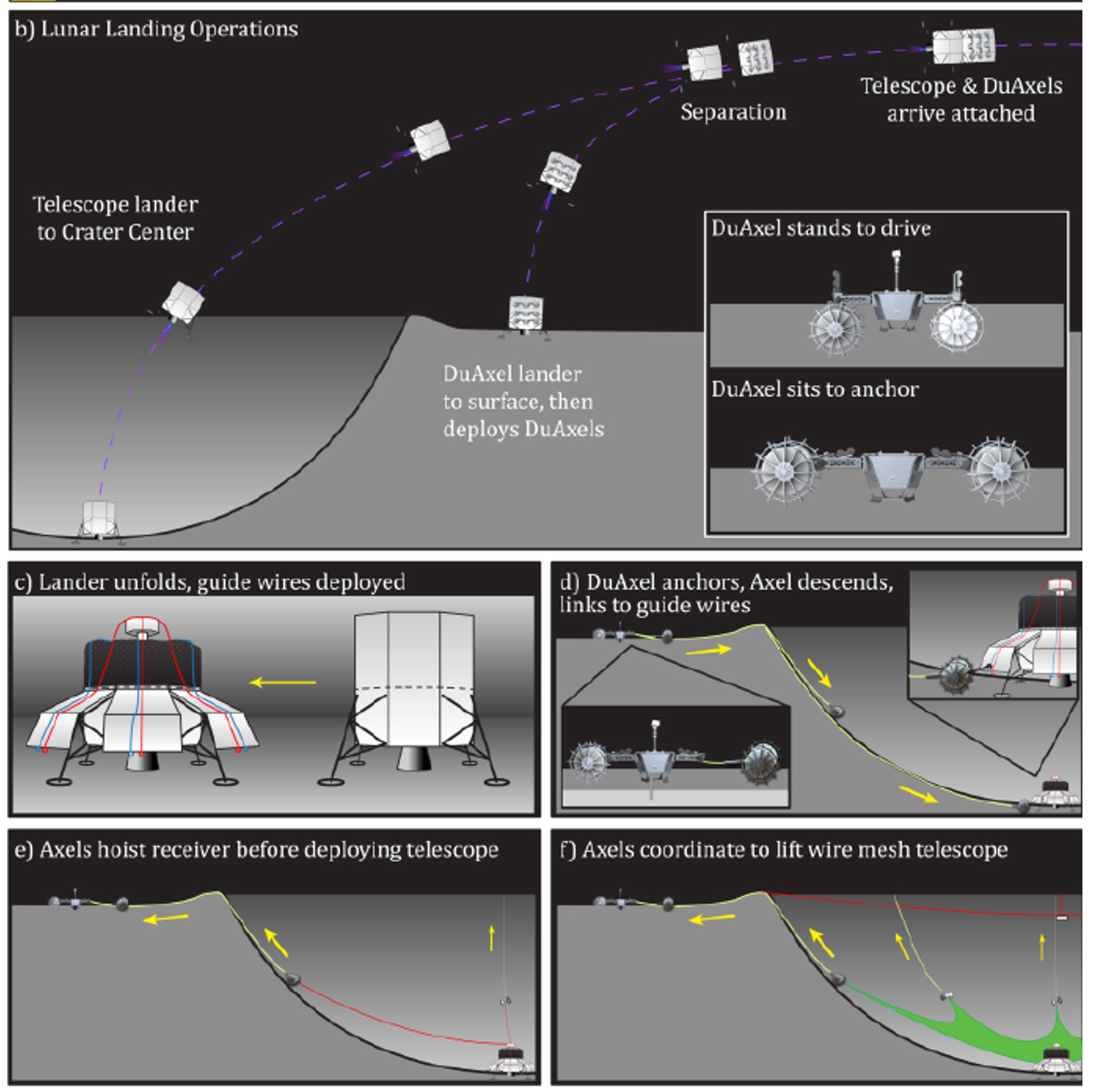
Концепт робіт з булівництва Lunar Crater Radio Telescope.